# アニル・ダワン
アニル・ダワン（Anil Dhawan、1950年11月27日 - ）は、インドの俳優。代表作には『Chetna』『Piya Ka Ghar』がある。社会運動家としても活動しており、アンナ・ハザレの掲げる腐敗撲滅運動に参加している。

## 人物
父マダン・ラール・ダワンはUCO銀行の部長補佐で、1947年ごろにペシャーワルからインドに移住した。アニルはカーンプルのセント・フランシスコ・ザビエル・スクール、クライストチャーチ・カレッジを卒業後にインド映画テレビ研究所に進学した。弟デーヴィド・ダワンは映画監督、甥のローヒト・ダワンとヴァルン・ダワンはそれぞれ映画監督、俳優として活動している。息子シッダールト・ダワンも俳優として活動しており、孫娘と2人の孫息子がいる。

## キャリア
アニルは俳優を志してインド映画テレビ研究所の演技コースに入学した。同期にはジャヤー・バッチャンがいる。1970年代からボリウッドで活動を始め、1970年にB・R・イシャラの『Chetna』で俳優デビューした。1972年にバス・チャテルジーが監督した『Piya Ka Ghar』ではジャヤー・バッチャンと共演した。同作ではキショール・クマールがプレイバックシンガーを務めたロマンス・ソング「Yeh Jeevan Hai」が知られている。1986年のテレビ映画『Sone Ka Pinjra』ではアディティヤ・パンチョリと共演した。1998年から1999年にかけてアシャ・パレクのテレビシリーズ『Kora Kagaz』に出演した。2011年から2012年にかけてテレビシリーズ『Main Lakshmi Tere Aangan Ki』に出演し、アルナ・イラニと共演した。2018年にはシュリラーム・ラガヴァンの『盲目のメロディ〜インド式殺人狂騒曲〜』に出演した。